# Karli (Índia)

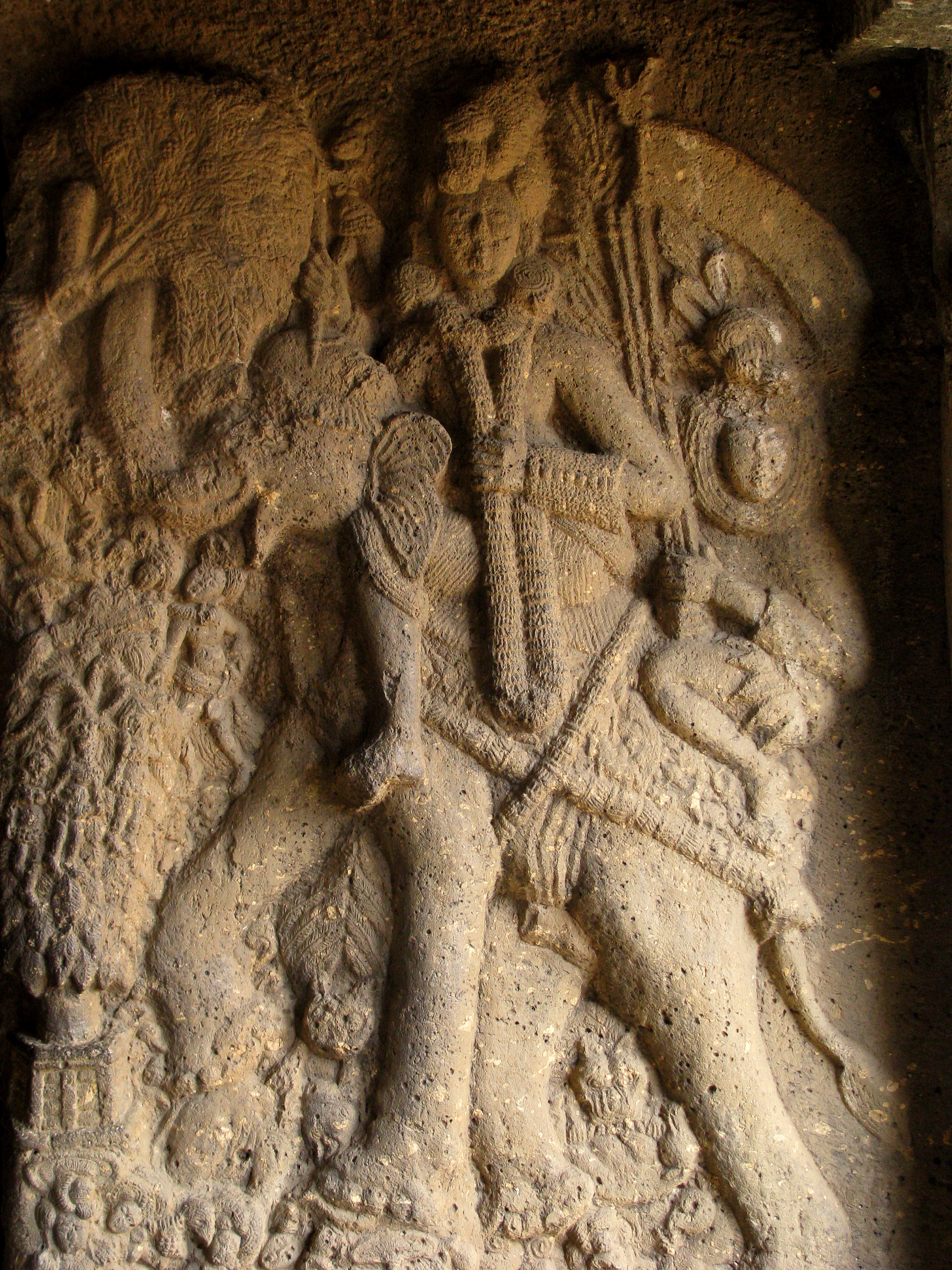
Relleu en una de les coves de Karla

Karli (que també es troba escrit Karla) és una petita ciutat de Maharastra situada sobre la carretera entre Mumbai i Pune.
És famosa per les coves de Karla, un conjunt de capelles budistes d'entre el segle II aC i el segle X dC.
Hi va tenir lloc una batalla a la Primera Guerra Anglomaratha.